# La Cogullada (Cubelles)
La Cogullada és una muntanya de 136 metres que es troba al municipi de Cubelles, a la comarca del Garraf.